# Dubreuillosaurus valesdunensis
Il dubreuillosauro (Dubreuillosaurus valesdunensis) è un dinosauro carnivoro vissuto nel Giurassico medio in Francia.

## Un cranio ben conservato
Descritto originariamente come una nuova specie del megalosauride Poekilopleuron nel 2002 da Allain, questo dinosauro è basato su un cranio praticamente completo del tutto simile a quello di un eustreptospondilide. Dopo pochi anni, quindi, fu lo stesso Allain ad attribuirlo a questa famiglia, creando il nuovo genere Dubreuillosaurus nel 2005. I resti provengono dal Batoniano medio della Francia, in depositi della stessa età di quelli che un secolo e mezzo prima avevano restituito alla luce Poekilopleuron. I resti della nuova forma, però, sembrano molto più snelli e di dimensioni minori rispetto al genere descritto da Deslongchamps. Probabilmente il dubreuillosauro era un predatore lungo circa sei metri, piuttosto leggero ma capace di attaccare ornitischi di medie dimensioni.

## Ritrovamenti
La storia del ritrovamento è piuttosto curiosa: i paleontologi trovarono in una cava abbandonata il bellissimo cranio e lo rimossero, insieme a poche altre ossa. Quando tornarono, scoprirono che nel frattempo la cava era stata riaperta e il resto dello scheletro era stato praticamente polverizzato. Tutto ciò che rimane, quindi, sono parti della colonna vertebrale, delle zampe e delle scapole, oltre al cranio.